# Aegophagamyia syrphoides
Aegophagamyia syrphoides är en tvåvingeart som först beskrevs av Günther Enderlein 1934.  Aegophagamyia syrphoides ingår i släktet Aegophagamyia och familjen bromsar.
Artens utbredningsområde är Madagaskar. Inga underarter finns listade i Catalogue of Life.